# 호랑이카멜레온
호랑이카멜레온(학명: Archaius tigris 아르카이우스 티그리스[*])은 마에섬, 실루에트섬, 프라슬랭섬에만 서식하는 세이셸 제도의 카멜레온 고유종이다.

## 멸종 위기 상태
개체 분포가 45 km2 (17 mi2)로 제한되어 있어 국제공항 적색목록(International airport Red List) 및  CITES 부속서 III에 멸종위기종으로 이름이 올라와 있다. 2006년 조사에 따르면 남아있는 전 세계 개체수가 2,000마리 이하인 것으로 추정한다.

## 특징
몸길이는 16 cm (6.3 in)로, 카멜레온 중에서는 비교적 작은 편이다. 체색은 밝은 회색에서 짙은 노랑색, 녹색, 또는 암갈색까지 다양하며, 보통 검은 점들이 몸을 뒤덮고 있으며 턱과 목은 옅은 회색이다. 그러나 호랑이카멜레온의 가장 두드러지는 특징 중 하나는, 턱에서 뾰족하게 돋아난 부분으로 길이가 최대 3mm이며 턱 아래쪽에 위치한 작고 뾰족한 돌기들 사이에 있다.

## 서식지 및 분포
호랑이카멜레온은 세이셸 제도의 고유종으로 마에섬, 실루에트섬, 프라슬랭섬에서만 서식 중에 있다. 나무에 사는 종으로, 일차 열대림과 식물 다양성이 높은 이차 열대림, 그리고 해발 550m에 이르는 고지대의 시골정원에서 발견된다.

## 습성 및 번식
아침 동안 짧게 몸을 데운 후, 먹이가 될 곤충과 다른 작은 동물들을 찾아 떠난다. 여느 카멜레온들처럼 이 종도 먹잇감을 길다랗고 끈적한 혀를 빠르게 발사해 낚아챈다. 이 혀는 끝에 먹이를 얽매어 둘 수 있는 흡판이 달려있다.
마에섬 개체군의 번식 같은 경우 호랑이카멜레온이 산란하는 유입된 파인애플류 식물과 관련이 있다. 이 식물은 실루에트섬 또는 프라슬랭섬에서의 경우 이용되지 않고, 자연 서식지는 아직 알려지지 않았지만 대신  판다누스속 고유종과 야자나무를 이용하는 것으로 추정된다. 사육 상태에서의 경우, 5개에서 12개 사이의 알을 낳는다.

## 위협 및 보존
단 세 곳의 작은 섬의 제한된 범위에 서식하는 섬 고유종이며, 개체수가 2,000마리밖에 안되는 것으로 추정되기 때문에 서식지 내의 변화에 특히 취약하다. 특히 마에섬 및 프라슬랭섬에서 실론계피나무(학명: Cinnamomum verum) 같은 유입된 외래식물에 의한 서식지 감소에 위협받는다.
호랑이카멜레온과 이들의 서식지는 모르네 세이셸 국립공원 및 프라슬랭 국립공원에서 보호 관리 중에 있으며 이 종이 처해있는 위협을 억제하기 위해 프라슬랭섬에서는 외래식물 방제 프로그램, 실루에트섬에서는 서식지 복원 프로그램이 진행되고 있다. 주요 개체군이 실루에트섬에 분포하며, 개체군이 분포해 있는 산림 지역은 새로운 보호 구역에 소속되어 법의 보호를 받아야 한다는 제안이 있다.

## 참고 서적
- Townsend, T.M., Tolley, K.A., Glaw, F., Böhme, W. & Vences, M. (2011): Eastward from Africa: palaeocurrent-mediated chameleon dispersal to the Seychelles islands. Biol. Lett.' 7(2): 225–228.
- Chameleoninfo.com